# Гощанська районна рада
Гощанська райо́нна ра́да — районна рада Гощанського району Рівненської області. Адміністративний центр — смт Гоща.

## Склад ради
Загальний склад ради: 34 депутатів.

### Голова
Поліщук Олександр Миколайович (нар. 27 червня 1981) — голова Гощанської районної ради від 2 грудня 2015року.

#### Голови районної ради (з 2006 року)
| ПІБ                               | Основні відомості                                                     | Дата обрання | Дата звільнення |
| --------------------------------- | --------------------------------------------------------------------- | ------------ | --------------- |
| Зубевич Петро Павлович[джерело?]  | Голова районної ради                                                  | 1998         | 2002            |
| Зубкевич Петро Павлович[джерело?] | Голова районної ради                                                  | 2002         | 2006            |
| Гречич Степан Матвійович          | Голова районної ради, 1947 року народження                            | 26.03.2006   | 31.10.2010      |
| Гречич Степан Матвійович          | Голова районної ради, 1947 року народження, освіта вища, безпартійний | 31.10.2010   | ?               |
| Ткачук Олександр Євгенович        | Голова районної ради, 1955 року народження                            | 28.02.2014   | 02.12.2015      |
| Поліщук Олександр Миколайович     | Голова районної ради, 1981 року народження                            | 02.12.2015   | 03.12.2020      |

Примітка: таблиця складена за даними джерела